# Bulbul verdós gràcil
El bulbul verdós gràcil (Eurillas gracilis) és una espècie d'ocell de la família dels picnonòtids (Pycnonotidae). Es troba a l'Àfrica occidental i central. Els seus hàbitats principals són els boscos tropicals i subtropicals de frondoses humits de les terres baixes i de l'estatge montà, els boscos de pantans, la sabana seca, les terres llaurades i les plantacions. El seu estat de conservació es considera de risc mínim.